# Dominique Baratelli
Dominique Baratelli (født 26. december 1947 i Nice, Frankrig) er en tidligere fransk fodboldspiller, der spillede som målmand. Han var på klubplan tilknyttet Ajaccio, Nice og Paris SG, og nåede i alt at spille 593 Ligue 1-kampe.
Baratelli blev desuden noteret for 21 kampe for Frankrigs landshold. Han deltog ved både VM i 1978 og VM i 1982.

## Titler
Coupe de France
- 1982 og 1983 med Paris SG